# Victoria Pinillos

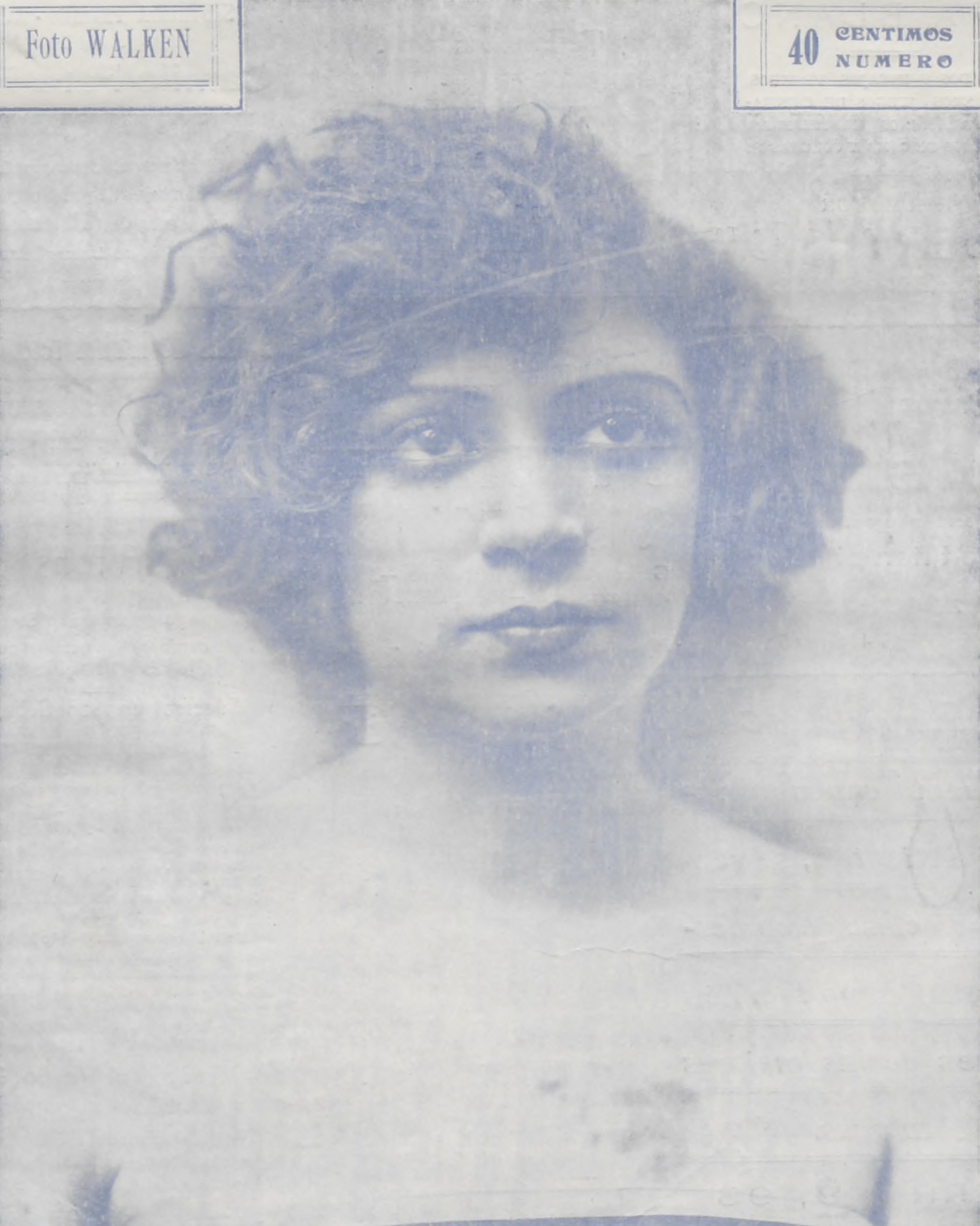
Fotografiada por Walken (1924)

Victoria Pinillos fue una popular bailarina, cancionista y vedette española que incursionó en el teatro argentino junto a su hermana Laura Pinillos.

## Carrera
Iniciada en el mundo del espectáculo junto a su hermana Laura, bajo el nombre artístico de Hermanas Pinillos, fueron unas prestigiosas vedettes de la revista musical española. Con tal denominación consiguen gran fama en la temporada del Teatro Romea 1927-28 estrenando Noche loca, Aligui y El viajante en cueros. Célebre especialmente en la década de 1930, se especializó en los géneros de revista y comedia musical.

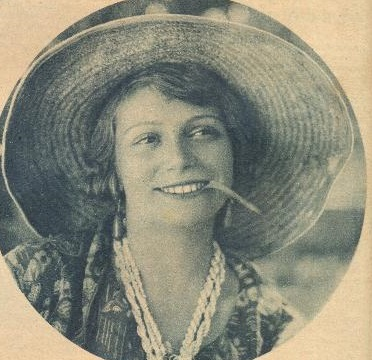
Retrato de Victoria Pinillos en 1927.

Tuvo como hermano a un militante comunista que murió durante la guerra civil en el frente de Brunete; de Cárdenas. Muy diferente de su hermana, en cuanto a gustos, se dedicó a la vida rural, siempre manteniendo un perfil bajo.
En 1921 hizo actuaciones en París. En 1928 estrenan en Argentina el musical Vértigo, revista de Ivo Pelay, Luis César Amadori y Humberto Cairo, junto a los primeros actores españoles Manolo Rico y Samuel Giménez, la primera actriz Enriqueta Mesa, y las vedettes Perlita Grecco, Victoria Cuenca y Ángela Cuenca. En 1929 actúa en Lulú, comedia musical francesa de Serge Veber, Georges van Parys y Philippe Parès, con la Gran Compañía de Comedias Musicales y Piezas de Gran Espectáculo, dirigida por Ivo Pelay, junto con Laura P., Vicente Climent, Pedro Quartucci, Amanda Las Heras, Ida Delmas, Felisa Bonorino, entre otros. Ambas hermanas provocaron tal revolución en el país que durante su estancia en Buenos Aires fueron casi asaltadas por una comisión de cuatro docenas de esposas furiosas, que consideraban que eran para sus maridos.

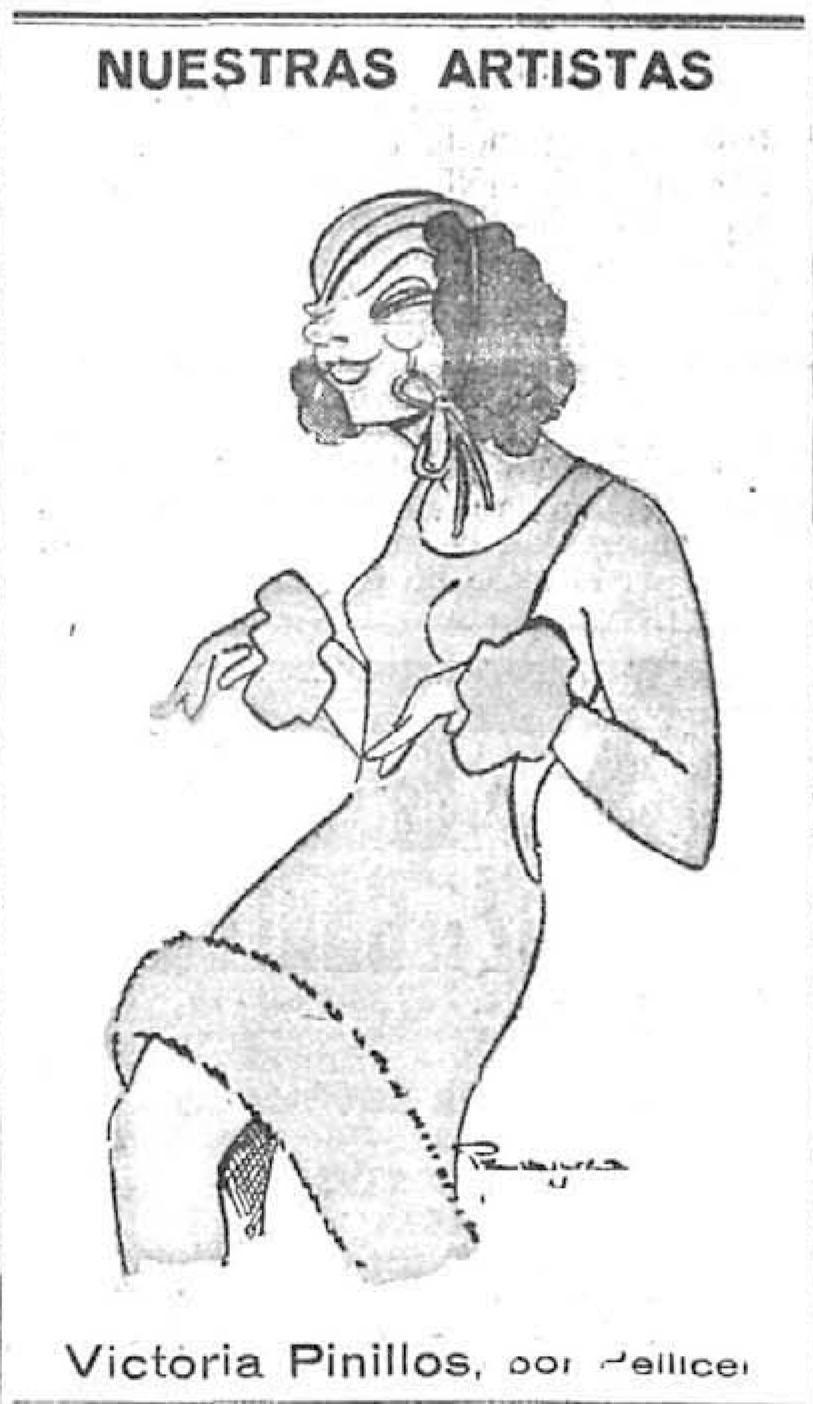
Victoria Pinillos caricaturizada por Pellicer en las páginas del periódico madrileño El Imparcial (15 de marzo de 1925)

Trabajó en el escenario del teatro Reina Victoria, en el que es recordada por el cuadro del Kiriki.
Entre sus mayores triunfos cuenta con el estreno de la célebre revista Las Leandras en 1931 en Barcelona, al tiempo que Celia Gámez lo hacía en Madrid. Fueron también célebres sus actuaciones en el Teatro Romea de Madrid, junto a Alady y José Álvarez "Lepe", en obras como Al cantar el gallo (1935).
También actuó en la obra El príncipe Carnaval, con Rafaelita Haro, su hermana Laura y las hermanas Saavedra.
Al igual que su hermana, Victoria tuvo una breve incursión por la cinematografía española en algunas películas dirigidas por Eusebio Fernández Ardavín.

## Filmografía
- 1917: Ensueños.
- 1917: La leyenda del cementerio.
- 1918: El aventurero misterioso, junto al actor Enrique Durán.
- 1927: La chica del gato.

## Teatro
- 1923: El príncipe Carnaval
- 1925: Simón y Manuela.
- 1927: Noche loca.
- 1928: Aligui.
- 1928: El viajante en cueros, de Antonio Paso y Antonio Estremera con música de Rafael Calleja y Ernesto Pérez Rosillo.
- 1928: Vértigo.
- 1929: Lulú.
- 1929: Yes, comedia musical de Soulaine y Pujol, con música de Maurice Yvain.
- 1930: Nené.
- 1930: Cuando son tres..., comedia musical, de Serge Veber y A. Willemetz, música de Joseph Szulc.
- 1931: Las Leandras.